# مرسدس-بنز اس‌اس‌کی
مرسدس-بنز اس‌اس‌کی (به انگلیسی: Mercedes-Benz SSK) خودروی رودستری است که از سال ۱۹۲۸ تا ۱۹۳۲ توسط شرکت مرسدس بنز و در کشور آلمان تولید شده‌است. طراحی این خودرو توسط فردیناند پورشه انجام شده و اس‌اس‌کی مخفف واژه (به آلمانی: Super Sport Kurz) که سوپر اسپورت کوچک معنا می‌دهد.
در اواخر دهه ۱۹۲۰ میلادی، مرسدس بنز پای ثابت مسابقات اتومبیل‌رانی بود و در ساخت مدل‌های مخصوص و گران‌قیمت برای مشتری‌هایش نیز شهرتی به هم زده بود. یکی از نمونه‌های بسیار خوب این دهه مدل مرسدس-بنز اس‌اس‌کی است که در سال ۱۹۲۸ ساخته شد و در سال ۱۹۹۹ یکی از ۲۶ نامزد برای عنوان ماشین قرن بود.
موتور مرسدس-بنز اس‌اس‌کی شش سیلندر با حجم ۷٫۱ لیتر بود و می‌توانست ۱۹۷ اسب بخار قدرت تولید کند. اس‌اس‌کی به سرعت به ماشینی محبوب در پیست مسابقه تبدیل شد که نه تنها مرسدس بنز بلکه تیم‌های دیگر هم از آن استفاده کردند. طبق اسناد مرسدس بنز، ۳۳ دستگاه، از این مدل بین سال‌های ۱۹۲۸ تا ۱۹۳۲ ساخته شد که بیش از نیمی از آنها برای مسابقه بود. تعداد زیادی از این مدل باقی نمانده‌است و در سال ۲۰۰۴ یکی از آن‌ها به قیمت هفت و نیم میلیون دلار در حراجی فروخته شد.